# Společné německé družstvo

Vlajka společného německého družstva

Společné německé družstvo (německy Gesamtdeutsche Mannschaft) je označení pro společnou reprezentaci západního Německa a východního Německa, která se účastnila olympijských her v letech 1956 až 1964.

## Vznik
Po rozdělení Německa na dva státy v roce 1949 vznikly také v obou vlastní národní olympijské výbory. Protože západní státy neuznávaly existenci NDR, byly na Letní olympijské hry 1952 připuštěny pouze týmy západního Německa a také Sárska, což byl tehdy francouzský protektorát. V roce 1955 Mezinárodní olympijský výbor povolil sportovcům NDR účast, ale nikoli pod hlavičkou jejich země. Byla proto uzavřena dohoda, podle níž smí oba německé státy postavit na olympiádě společný tým. Počínaje zimními olympijskými hrami 1956 tak vzniklo Společné německé družstvo (česká zkratka SND), v němž startovali zástupci západního Německa, východního Německa, Sárska, které se roku 1957 po plebiscitu připojilo k NSR, a také Západního Berlína, jehož příslušnost k západnímu Německu státy východního bloku neuznávaly. Tým používal jako vlajku černočervenožlutou trikolóru a jako hymnu Ódu na radost Ludwiga van Beethovena a Friedricha Schillera. V roce 1959 přijala NDR novou vlajku, v níž na německou trikolóru přidala svůj státní znak, proto se počínaje zimními olympijskými hrami 1960 stala neutrálním symbolem společného týmu trikolóra s bílými olympijskými kruhy uprostřed. Tým vystupoval pod zkratkou GER (jako Germany), ve výsledkových listinách MOV figuruje jako EUA (z francouzského Équipe Unifiée d'Allemagne) 
Za to, že se dokázaly dohodnout na společné reprezentaci, dostaly národní olympijské výbory východního a západního Německa od Mezinárodního olympijského výboru v roce 1958 Cenu Alberta Bonacossy. Družstvo formálně vystupovalo jako jednotná výprava, v olympijské vesnici však byli sportovci z východu a západu striktně odděleni. V kolektivních sportech (včetně atletických štafet) směl na OH startovat pouze jeden z německých týmů, také účastnická místa pro jednotlivce byla omezena, jako by šlo o jednu zemi, proto se konala před každými hrami kvalifikace mezi sportovci NDR a NSR. Vedoucím výpravy a vlajkonošem se stali zástupci té země, která měla více účastníků (což byla s výjimkou olympiády v Tokiu NSR).

## Medaile
Na letních olympiádách získalo SND 28 zlatých medailí (z toho 21 zástupci NSR, 6 zástupci NDR a jednu smíšená kanoistická štafeta), na zimních 8 zlatých (oba státy po čtyřech).

### Letní hry
| Hry                       | Sportovců | Zlato | Stříbro | Bronz | Celkem | Medailové pořadí |
| Letní olympijské hry 1956 | 158       | 6     | 13      | 7     | 26     | 7.               |
| Letní olympijské hry 1960 | 293       | 12    | 19      | 11    | 42     | 4.               |
| Letní olympijské hry 1964 | 337       | 10    | 22      | 18    | 50     | 4.               |
| Celkem                    | Celkem    | 28    | 54      | 36    | 118    |                  |

### Zimní hry
| Hry                       | Sportovců | Zlato | Stříbro | Bronz | Celkem | Medailové pořadí |
| Zimní olympijské hry 1956 | 63        | 1     | 0       | 1     | 2      | 9.               |
| Zimní olympijské hry 1960 | 74        | 4     | 3       | 1     | 8      | 2.               |
| Zimní olympijské hry 1964 | 96        | 3     | 3       | 3     | 9      | 6.               |
| Celkem                    | Celkem    | 8     | 6       | 5     | 19     |                  |

## Zánik
V roce 1965 přijal Mezinárodní olympijský výbor Německou demokratickou republiku za svého plnoprávného člena a nadále soutěžily NSR a NDR na olympiádě jako samostatné týmy, i když v roce 1968 ještě používaly vlajku s olympijskými kruhy a Ódu na radost. Teprve po Dohodě čtyř mocností v roce 1971 bylo v západních zemích dovoleno používání státních symbolů NDR. Existenci dvou německých reprezentací ukončilo znovusjednocení Německa v roce 1990.   
Stejně jako na olympiádě existovalo společné německé družstvo také na mistrovství světa v házené mužů v letech 1954–1961 a Mistrovství Evropy v atletice 1958 a 1962.